# .500 S&W Special
O .500 S&W Special é um cartucho de fogo central grande e de alta potência, projetado e produzido pela Cor-Bon/Glaser a pedido da Smith & Wesson em 2004.
É uma versão mais curta do .500 S&W Magnum com uma carga drasticamente reduzida, assim como o .38 Special é para o .357 Magnum. Porém, diferentemente do .38 Special e do .357 Magnum, o .500 Special veio depois do .500 Magnum'.
O objetivo do .500 Special é poder disparar cargas menos exigentes, com uma energia no cano mais próxima da do cartucho .44 Magnum, em armas de fogo projetadas para o .500 S&W Magnum. É possível que armas de fogo com câmaras projetadas especificamente para o .500 S&W Special sejam desenvolvidas. A balística do .500 Special é um pouco superior à do .480 Ruger.